# توزیع فیلم هواکسیا
توزیع فیلم هواکسیا (انگلیسی: Huaxia Film Distribution؛ چینی: 华夏电影发行有限责任公司) یک شرکت توزیع‌کننده فیلم چینی است. در سال ۲۰۱۴، این شرکت دومین توزیع کننده بزرگ فیلم در چین بود و ۲۲٫۸۹٪ از بازار را به دست آورد.

## فیلم‌شناسی
- جنگ مواد مخدر (۲۰۱۲)
- گرفتن کوه ببر (۲۰۱۴)
- عشق ناگهانی (۲۰۱۵)[۳]
- گمشده در سفید (۲۰۱۶)
- غول بزرگ مهربان (۲۰۱۶)
- هرگز نرفته (۲۰۱۶)
- یک شب شلوغ (۲۰۱۶)[۴]
- ادیسه چینی قسمت سوم (۲۰۱۶)[۵]
- خروس و گاو (۲۰۱۶)[۶]
- معشوقه ایده‌آل (۲۰۱۶)[۷]
- آقای الاغ (۲۰۱۶)[۸]
- بعضی‌ها داغ دوستش دارند (۲۰۱۶)[۹]
- خارج از کنترل (۲۰۱۷)[۱۰]
- عشق قراردادی (۲۰۱۷)[۱۱]
- انتقام عشق (۲۰۱۷)[۱۲]
- فوق‌ستاره مخفی (۲۰۱۷)[۱۳]
- عروسک‌های زشت (۲۰۱۹)
- نبرد در دریاچه چانگجین (۲۰۲۱)
- نبرد در دریاچه چانگ‌جین ۲ (۲۰۲۲)